# William Tuke

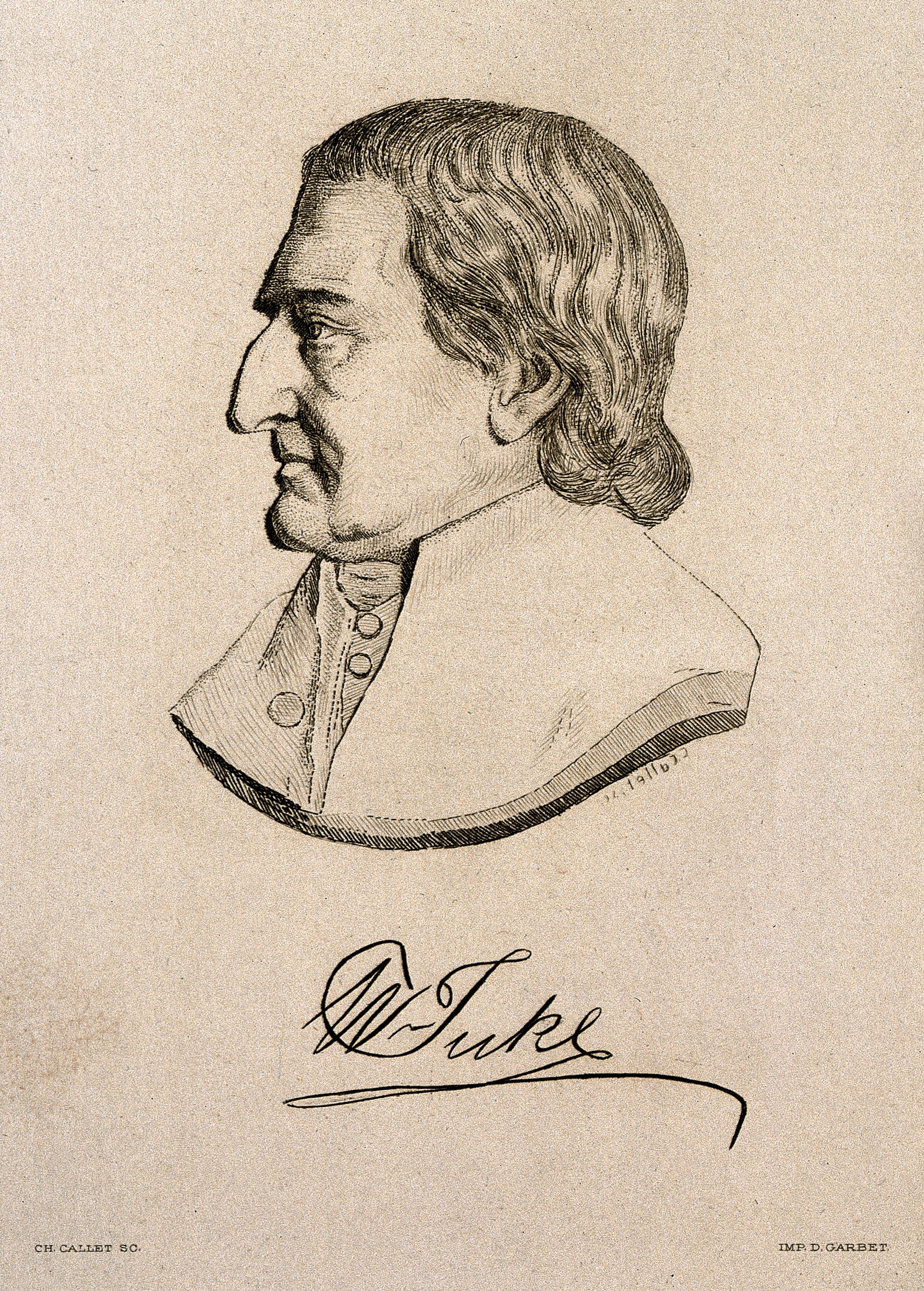
William Tuke

William Tuke (York, Yorkshire 24 de marzo de 1732–ibídem 6 de diciembre de 1822) fue un comerciante y filántropo inglés, conocido principalmente por sus aportes al desarrollo de métodos de tratamiento y cuidados más humanos de los pacientes internados en manicomios e instituciones psiquiátricas. El enfoque que Tuke ayudó a establecer en la práctica médica lo que la historia de la psiquiatría denominó tratamiento moral.

## Biografía
Nació en la ciudad inglesa de York en el seno de una familia de comerciantes cuáqueros. A partir de 1755 encabezó el negocio familiar de comercio de té y café.

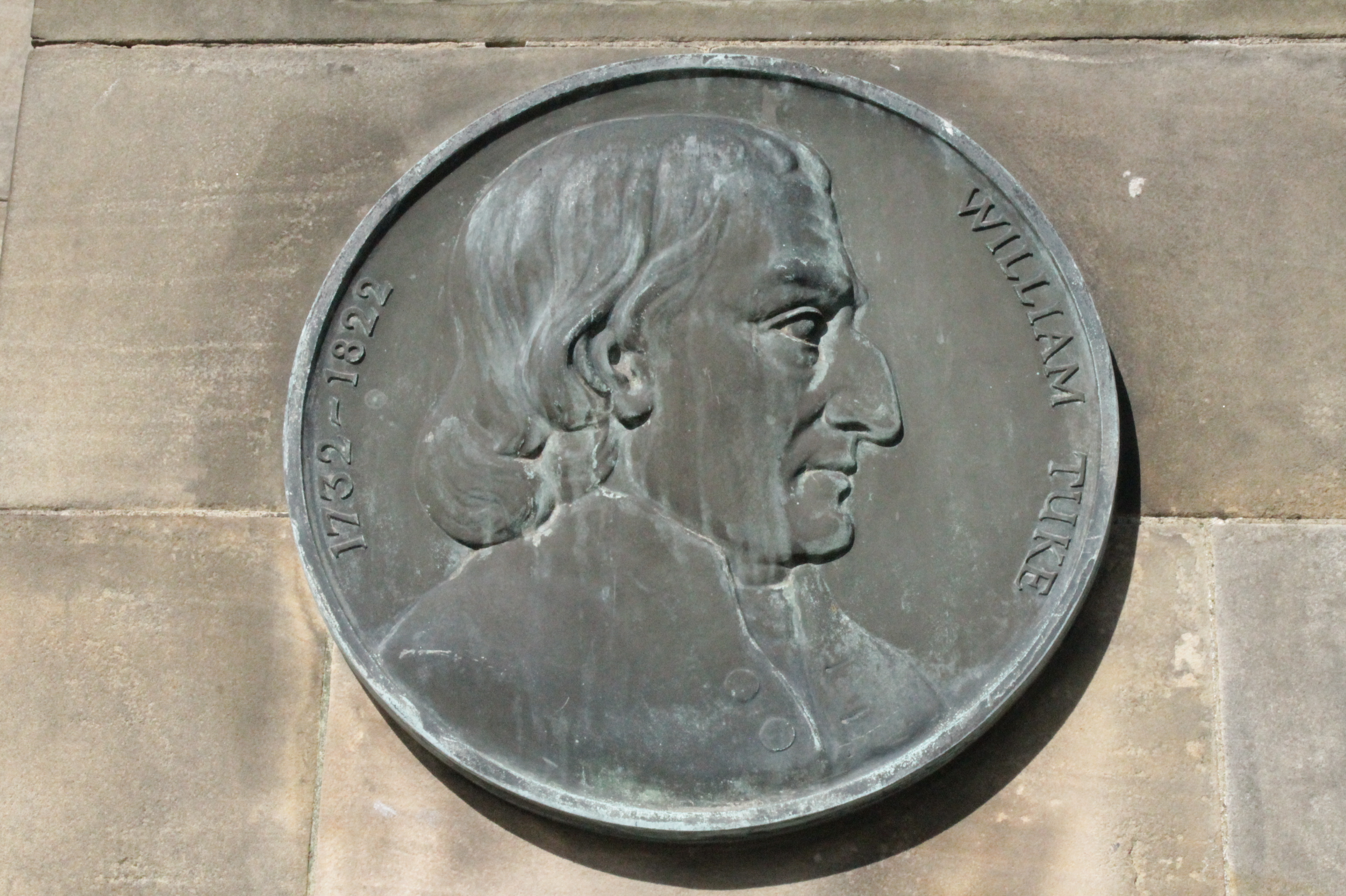
Memorial to William Tuke, Royal Edinburgh Hospital

A la edad de 14 años comenzó a trabajar como aprendiz en el negocio de té y café de su tía Mary Tuke, la primera mujer que incursionaba en este tipo de comercio en Inglaterra, desafiando las prohibiciones y trabas que la legislación imponía a las mujeres.  Su tía falleció en 1752, de modo que con solo 20 años William heredó el próspero negocio, que dirigió por más de seis décadas e hizo crecer hasta transformarlo en una de las más exitosas empresas de su rubro.
Contrajo dos veces matrimonio,  en 1754 con Elizabeth Hoyland y en 1765 con Esther Maud.
El 29 de abril de 1790 murió Hannah Mills, también miembro de la Sociedad Religiosa de los Amigos, en el manicomio de York (York Lunatic Asylum, hoy denominado  Bootham Park Hospital), tras la negativa reiterada de la dirección del asilo para que pudiese recibir visitas.  Mills  murió probablemente a consecuencia de los malos tratos recibidos en ese manicomio, asunto que originó cierto revuelo, preocupación y atención pública. Tuke encabezó los esfuerzos de los cuáqueros para establecer condiciones más humanas para los enfermos. Fundó y dirigió un grupo de trabajo entre los cuáqueros, quienes durante algunos años reunieron fondos y desarrollaron, en conjunto con médicos y líderes religiosos, nuevos planes de tratamiento, describiendo los principios bajo los cuales debía funcionar una nueva institución «más humana» de atención psiquiátrica. Incluso diseñaron espacios y jardines que favorecieran el tratamiento, siendo la primera vez en la historia que se asigna un fin terapéutico al entorno y al paisaje. En  1796 abrió sus puertas The Retreat Mental Hospital en York, institución que fue  criticada, menospreciada y hasta ridiculizada en sus inicios. Sin embargo, la semilla innovadora fructificó y tanto su hijo Henry, que fue cofundador del Retreat, como asimismo, su nieto Samuel Tuke y sus bisnietos James Hack Tuke (1819 - 1896) y  Daniel Hack Tuke (1827 - 1895) dieron continuidad a su obra, hoy reconocida mundialmente como experiencia pionera de lo que la historia de la psiquiatría y de la psicopatología recogen bajo el concepto de  «tratamiento moral», mientras que la antipsiquiatría señala como un hito inicial y demarcador de sus principios.